# Nacionalni park Glacier
Nacionalni park Glacier jedan je od 58 nacionalnih parkova smještenih na području Sjedinjenih Američkih Država. Ovaj je nacionalni park smješten na sjeverozapadu američke savezne države Montana, a graniči s kanadskim provincijama Alberta i Britanska Kolumbija. Rasprostire se na površini od oko 4.101 km2, a obuhvaća dva planinska lanca i preko 130 jezera. NP Glacier ima površinu od od 4.101 km² i svojom sjevernom stranom graniči s NP Waterton Lakes u kanadskoj pokrajini Alberti, s kojim je službeno ujedinjen u međunarodnoj akciji koju je poduzeo Sir Charles Arthur Mander u ime Internacionalnog Rotary kluba 18. lipnja 1932. godine. Zbog toga su oni zajedno postali rezervat biosfere 1979. godine, i upisani su a UNESCO-ov popis mjesta svjetske baštine u Sjevernoj Americi 1995. godine pod nazivom "Internacionalni park mira Waterton-Glacier".

## Klima
Zbog odstupanja u visinskim razlikama, koja dosežu do 2.100 m, u nacionalnom parku Glacier postoji više klimatskih i mikroklimatskih uvjeta. Kao i u mnogim drugim planinskim područjima temperature na većim visinama padaju. Zapadni dio parka, koji je pod utjecajem klime Tihog oceana, ima blažu i vlažniju klimu. Tijekom zime i proljeća oborine su najveće pa se u tom razdoblju mjesečno bilježi oko 50 do 80 mm padalina. Sniježne padaline su moguće tijekom cijele godine, pogotovo na većim visinama, pa čak i u ljetnim mjesecima. Dnevne temperature se tijekom ljeta penju na 15 do 20°C, dok noću padaju na oko 5°C. U dolinama na zapadu parka dnevne temperature mogu dosegnuti i do 30°C.

## Krajolik
Park je jedinstven po naglom prijelazu iz prerije u visoke planine, bez uobičajenih prijelaznih brda. Ovaj krajolik je nastao pomjeranjem ledenjaka, uglavnom tijekom posljednjeg ledenog doba, koji su oblikovali sedimentne stijene nastale u posljednjih 1.250 milijuna godina.

### Ledenjaci
Nacionalnim parkom dominiraju planine čiji je današnji izgled posljedica djelovanja ledenjaka tijekom zadnjeg ledenog doba. Ovi su ledenjaci u posljednjih 12.000 godina zbog klimatskih promjena većim dijelom nestali. Dokaze djelovanja ledenjaka je moguće pronaći na području cijelog parka, a prepoznatljivi su u dolinama po karakterističnom obliku slova U ili ledenjačkim krugovima.

## Bioraznolikost
NP Glacier ima jedinstven krajolik alpske tundre i visokih livada, te ekosustav jezera (najdubljih u Kanadi), više crnogorične šume borova i smreka, niže listopadne šume vrba, topola i javora i na koncu prerija. Park je zbog toga jako bogat biljnim i životinjskim vrstama velike bioraznolikosti, te je zajedno sa susjednim NP Waterton Lakes, 1979. godine proglašen za rezervat biosfere.
Zahvaljujući prevlasti morske klime, za razliku od hladnog sjevernog Stjenjaka, u parku se javljaju mnoge vrste biljaka koje su uobičajene na dalekom zapadu. Sve u svemu u parku je zabilježeno 61 vrsta sisavaca, kao što su: sivi medvjed, američki crni medvjed (više od 200 jedinki), sivi vuk, kojot, puma, hermelin, bizon, ušati jelen (Odocoileus hemionus), bjelorepi jelen (Odocoileus virginianus), divokoza i američki muflon, te dabar i ondatra (Ondatra zibethicus); ali i 241 vrsta ptica (kao što su bjeloglavi orao i sivi sokol) i 20 vrsta riba (više vrsta lososa i pastrva), dok vodozemci i gmazovi još nisu dobro istraženi.
- Slap Beaver Chief Falls
- Planina Clements
- Garden Wall
- Planina Singleshot
- Mount Gould sa staze ledenjaka Grinnell

## Ostali projekti
|  | Zajednički poslužitelj ima stranicu o temi Nacionalni park Glacier    |
|  | Zajednički poslužitelj ima još gradiva o temi Nacionalni park Glacier |